# برينتوود وأونغار (دائرة انتخابية في المملكة المتحدة)
برينتوود وأونغار (بالإنجليزية: Brentwood and Ongar)‏ هي إحدى الدوائر الانتخابية في المملكة المتحدة الممثلة في مجلس العموم في برلمان المملكة المتحدة.
عضو البرلمان الذي يمثلها حالياً هو :Mr Eric Pickles (Con).